# تصوف و شیعه
تصوف در بین شیعه مخصوصاً شیعه امامیه با تصوف در اهل سنت تفاوت داشته‌است؛ تصوف در میان شیعه با فراز و نشیب‌های بسیاری مواجه بوده‌است و مخالفان و موافقان بسیاری وجود داشته‌اند.
برخی تصوف را به این علت که غیراسلامی یا غیرشیعی است رد کرده‌اند ولی برخی نیز تصوف را به تصوف صحیح و غیرصحیح تقسیم کرده‌اند.
مخالفت شدیعه با تصوف بر مبنای احادیثی است که در ذم تصوف عنوان شده‌است. در کتاب‌های حدیث شیعه روایاتی از امامان شیعه، در طعن و رد برخی آداب و اعمال صوفیه آمده‌است.

## احادیث دال بر ذم و ردّ تصوف
اسنادی از «بزنطی» و «اسماعیل بن بزیع» از علی بن موسی الرضا روایت کرده‌اند که گفت:
«من ذُکر عنده الصوفیه و لم ینکرهم بلسانه و قلبه فلیس منّا و من أنکرهم فکأنّما جاهد الکفار بین یدی رسول‌الله»
هر کس نزد او از صوفیه سخن به میان آید و به زبان و دل انکار ایشان نکند، از ما نیست و هر کس صوفیه را انکار نماید گویا این که در راه خدا در حضور رسول خدا با کفار جهاد کرده‌است.
از این روایت استفاده می‌شود هر فرد شیعه موظف است اگر در حضور او از صوفیه ذکری به میان آید، با زبان و دل آن‌ها را تقبیح نماید و اگر کسی نسبت به این موضوع بی‌تفاوت باشد، بلکه کلمات کفر و باطل آن‌ها را حمل بر صحت کند، شیعه و پیرو اهل بیت نیست.
در سندی دیگر از «حسین بن سعید» روایت شده که گفت:
سألت أبا الحسن سلام الله علیه عن الصوفیه و قال: «لا یقول أحد بالتصوف الّا لخدعه أو ضلاله أو حماقه و أما من سمّی نفسه صوفیاً للتقیه فلا اثم علیه و علامته أن یکتفی بالتسمیه فلا یقول بشیء من عقائدهم الباطله.»
از ابا الحسن سلام الله علیه (رضا) سؤال کردم از حال صوفیه؟ گفت: «کسی قائل به صوفیه نمی‌شود مگر از روی خدعه و مکر یا جهالت و حماقت ولیکن اگر کسی از روی تقیه خود را صوفی بنامد، تا از شر آنان در امان بماند بر او گناهی نیست به شرط آن که از عقائد باطل شان چیزی نیاموزد.
این روایت صراحت دارد بر این که به هیچ وجه جایز نیست کسی خود را صوفی بنامد، مگر از روی تقیه و مطلق عقائد آن‌ها را باطل بداند و اگر احیاناً یک دسته صوفی سالم وجود داشت که عقائد آن‌ها صحیح بود، رضا می‌گفت از آن‌ها بودن اشکال ندارد.
در برخی دیگر از کتب روایت کرده‌اند از حسن عسگری امام یازدهم شیعیان دوازده امامی که گفت: از امام صادق از حال "ابوهاشم کوفی"- بنیانگذار تصوف در اسلام- سؤال کردند، گفت:
إنّه کان فاسد العقیدة جدّاً و هو الذی إبتدع مذهباً یقال له التصوف و جعله مفرّاً لعقیدته الخبیثه.
ابو هاشم کوفی جداً فاسد العقیده است او همان کسی است که از روی بدعت مذهبی اختراع کرد که به آن تصوف گفته می‌شود و آن را قرارگاه عقیدهٔ خبیث خود ساخت.
در بعضی از روایات به سند دیگر آمده‌است که گفت:
و جعله مفرّاً لنفسه الخبیثه و اکثر الملاحده و جنّه لعقائدهم الباطله؛ و آن را گریزگاهی از برای عقیدهٔ خبیث خود و اکثر بی دینان و سپری از برای عقائد باطل ایشان قرار داد.»
از این روایت معلوم می‌شود عقیدهٔ تصوف ابو هاشم کوفی انکار دین و آیین بود؛ و چون جرأت اظهار آن را نداشت، لذا به تصوف گفت به حق واصل شده را تکلیفی نیست و آن را گریز گاهی برای خود و اکثر بی دینان قرار داد.
در مقابل، صوفیه، این روایات را ضعیف و از اخبار موضوعه دانسته‌اند.
روایت دیگری از کتاب مستدرک الوسائل و مستنبط المسائل جلد ۱۲ صفحه ۳۲۳ (روایت شماره ۱۴۲۰۵) نوشته حسین النوری الطبرسی در این زمینه همین مطلب را دربردارد. «قال رَجُلٌ لِلصّادِق جَعفر بن محمّد: قَد ظَهَر فی هذَا الزّمان قومٌ یُقالُ لهُم الصوفیة، فَما تقولُ لَهُم؟ قال إنّهُم أعداؤنا فَمن مالَ فیهِم فهوَ مِنهُم و یُحشَرُ مَعهُم وَ سَیکونُ أقوامٌ یَدَّعونَ حُبَّنا وَ یَمیلونَ إلیهِم وَ یتشبَّهونَ بِهم وَ یُلقَّبونَ أنفسَهُم وَ یُأوّلونَ أقوالَهُم ألا فَمَن مالَ إلیهِم فَلَیسَ مِنّا وَ أنا مِنهُم بُرآءٌ وَ مَن أنکَرَهُم وَ رَدَّ علیهِم کانَ کمَن جاهَدَ الکفّار بَینَ یَدَی رَسولِ الله»
یعنی فردی از جعفر الصادق سؤال کرد در این دوران گروهی سر برآورده‌اند که به آن‌ها صوفی گفته می‌شود، نظر شما در این خصوص چیست؟ او گفت: به درستی که جماعت صوفیه دشمن ما اهل بیت هستند و هر کسی که نسبت به این جماعت میل و گرایش داشته باشد از آنهاست و با آن‌ها محشور می‌شود. آگاه باش که در آینده جماعتی پیدا خواهند شد که در ظاهر ادعای محبت و دلدادگی نسبت به ما خاندان عصمت و امامت دارند در حالیکه در درون خود پیرو و معتقد به عرفان و تصوف هستند. افراد این جماعت به بزرگان خود القاب و عناوین می‌دهند و دیدگاه‌ها و نظرات بزرگان عرفان و صوفی گری را (در جایی که با تعالیم دین و مذهب دارای اختلاف و تعارض است) تفسیر و تأویل می‌کنند. ای شیعیان و ای مردم آگاه باشید هر کسی که نسبت به این جماعت میل و گرایش داشته باشد از ما نیست (حتی اگر به ظاهر و زبانی و عملاً دم از محبت و اشتیاق به ما بزند) و بدانید که من از این جماعت متنفر و بیزارم. ای شیعیانِ من! هر کسی در مقام انکار و مقابله و ردّ این جماعت بر آید (و در این راه متحمل سختی و مشکلات گردد) مانند کسی است که در میان لشکر پیامبر خدا و در رکاب آن حضرت به جنگ با کفار و مشرکان رفته‌است.

## برخوردهای دوگانه از طرف فقها با تصوف
از جمله علمای شیعه که در رد برخی از رفتارهای صوفیان قلم فرسایی کرده‌اند می‌توان از ابن بابویه، شیخ مفید و شیخ طوسی نام برد.
به نظر می‌رسد که تا اوایل قرن دهم، فقهای شیعه ردیه‌های کمتری بر تصوف نوشته‌اند و جز کتاب تبصرة العوام مخالفت بسیار جدّی و سختی با صوفیه دیده نشده‌است.
از قرن هفتم برخی عالمان شیعه امامیه، برای پی‌ریزی عرفان شیعی کوشیدند، اما تفاهم و هم‌سویی فکری میان صوفیه و سایر فرق شیعه، بخصوص اسماعیلیه و زیدیه، قبل از شیعه امامیه و تقریباً از قرن سوم و چهارم شروع شده بود؛ از جمله المؤیدباللّه احمد بن حسین، ابوالحسن هارونی (متوفی ۴۱۱) امام زیدی شمال ایران، کتابی با عنوان سیاسة المریدین در تصوف نوشت و از مشایخ صوفیه به حکما تعبیر کرد.
در عین حال، وی در این اثر از صوفیه ملامتیه انتقاد کرده‌است.
از قرن هفتم به بعد تلاش‌هایی برای پایه‌گذاری عرفان شیعی به کار گرفته شد و واژه عرفان به جای تصوف با معنایی مترادف یا نزدیک به کار گرفته شد و برخی از بزرگان شیعه که از به کار بردن واژه تصوف دوری می‌کردند از واژه عرفان استفاده کردند. در میان علمای شیعه امامیه اولین کوشش برای پایه‌گذاری عرفان شیعی، از سوی کمال‌الدین میثم بن علی بَحْرانی (متوفی ۶۸۹) صورت گرفته‌است. او را «فیلسوف محقق» و «حکیم مدقق» نامیده و گفته‌اند که شرح نهج البلاغة وی مشتمل بر حکمت عملی، کلام و تصوف است و کسانی که پس از او برای نزدیک کردن تصوف و تشیع کوشیدند، به سخنان وی در این کتاب استناد کرده‌اند.
از میان فقهایی که تا حدودی نظر مساعد نسبت به تصوف داشته و ضمن داشتن انتقاداتی آن را کامل رد نکرده‌اند می‌توان از علامه حلی، شهید اول و شهید ثانی نام برد.
از نمایندگان برجسته شیعه امامیه در پیوند تصوف و تشیع، سید حیدر آملی (احتمالاً متوفی ۷۸۷) است که در جامع الاسرار به یکی بودن تصوف و تشیع قائل شده‌است. به نظر او تشیع به معنای استمرار ظاهر حقایق الاهی و تصوف استمرار باطن آن است.
او قاعده و اساس تصوف را ولایت می‌داند و ارتباط مشایخ بزرگ تصوف با ائمه علیهم‌السلام را اثبات ولایت و درستی توحید صوفیه می‌داند.
وی در همین اثر بارها به سخنان ابن عربی اشاره و از او تجلیل می‌کند اما در برخی مسائل از جمله تعیین مصداق خاتم الاولیا با او مخالف است.
از اوایل قرن دهم، پس از تأسیس حکومت شیعی صفوی و به ویژه از دوره شاه طهماسب (۹۳۰–۹۸۴) رویارویی‌های جدّی با تصوف به وجود آمد و آثاری در نقد تصوف نوشته شد.
برخی از علمای دین، از جمله شیخ بهایی (متوفی ۳۱/۱۰۳۰)، با وجود انتقاد از برخی جنبه‌های تصوف به دیدگاه‌های صوفیه بسیار نزدیک شدند.
در قرن دوازدهم و سیزدهم برخی از علما، مانند ملاهادی سبزواری (متوفی ۱۲۸۹) و محمدمهدی نراقی (متوفی ۱۲۰۹) وملااحمد نراقی (متوفی ۱۲۴۴)، به برخی مبانی عرفان و شماری از قدمای صوفیه ــ که به زهد و عبادت مشهور بودند ــ گرایش داشتند و تقریباً از اوایل قرن چهاردهم نیز از شدت مخالفت‌ها کاسته شد، [۹۵] هر چند در همین قرن نیز تعدادی ردیه تألیف گردید، که از آن جمله است:
- البِدعة والتحرَّف، اثر حاج شیخ جواد خراسانی
- کشف الاشتباه در کجروی اصحاب خانقاه در ۱۳۳۶ ش از ذبیح‌اللّه بن محمدعلی محلاتی (متوفی ۱۴۱۰)
- عارف و صوفی چه می‌گویند؟ از میرزا جوادآقا تهرانی (تهران ۱۳۶۳ ش).
برخی از متشرعان و عالمان هم‌چنان در مخالفت با صوفیان کتاب می‌نویسند.

## عوامل مخالفت فقها با صوفیه
اجمالاً با بررسی این کتاب‌ها می‌توان عوامل اعتراض فقها را نسبت به صوفیه و اختلاف میان آنان را از گذشته تاکنون، در موضوعات زیر خلاصه کرد:
1. عدم پای‌بندی برخی از اهل تصوف به آداب دینی و احکام شرع؛
2. ابداع آیین‌های عبادی یا رفتارهای اجتماعی و اخلاقی که به زعم فقها یا مخالفت با شریعت است یا حداقل در منابع دینی از آن‌ها خبری نیست، مانند حلقه‌های ذکر که آدابی خاص دارد؛
3. برخی آرا و عقاید اهل عرفان که به نظر فقها و علمای دین ناسازگار با تعالیم دینی است، مانند وحدت وجود که به حلول و اتحاد می‌انجامد یا عبادت را منتفی می‌کند و هم‌چنین شطح و طامات؛
4. باورداشتن به جنبه‌های باطنی در دین که در مواردی منجر به تفسیر به رأی می‌شود آرایی که سازگار با مبانی شیعه نیست مانند ادعای ولایت و کرامت برای مشایخ صوفی.

چنین اشکالاتی سبب شده تا برخی فقها از ابتدای شکل‌گیری تصوف در خصوص ریشه‌های غیراسلامی یا غیرشیعی تصوف بحث‌هایی مطرح کنند.

## تصوف سنی در ادبیات فارسی
بخش بزرگی از ادبیات فارسی به تصوف و مبانی سیر و سلوک می‌پردازد.
سبک عراقی درشعر فارسی که بیش از هر چیز در چهارچوب غزل به مفاهیمی مانند عشق می‌پردازد پر است از اشارات عرفانی و سیروسلوک برای رسیدن به معشوق. شاعران، متفکران، فیلسوفان و عارفان بزرگی همچون سنایی، انوری، ابو حامد غزالی، ابو سعید ابوالخیر، عین القضات همدانی، عطار نیشابوری، نظامی گنجوی، سعدی شیرازی، مولانا جلال الدین بلخی و حافظ شیرازی از جمله شخصیت‌هایی هستند که در زمره صوفیه بوده و بسیاری آنان را در عداد اهل تسنن آورده‌اند هر چند که به عقیده بسیاری از محققین و ادبا و عرفای شیعه این افراد در عقیده جزو اهل تشیع بوده و در فروغ بر مذاهب اهل تسنن رفتار می‌کرده‌اند.
حافط در غزلی می‌گوید:
| روضه خلد برین خلوت درویشان است        |  | مایه محتشمی خدمت درویشان است          |
| گنج عزلت که طلسمات عجایب دارد         |  | فتح آن در نظر رحمت درویشان است        |
| قصر فردوس که رضوانش به دربانی رفت     |  | منظری از چمن نزهت درویشان است         |
| آنچه زر می‌شود از پرتو آن قلب سیاه     |  | کیمیاییست که در صحبت درویشان است      |
| آن که پیشش بنهد تاج تکبر خورشید       |  | کبریاییست که در حشمت درویشان است      |
| خسروان قبله حاجات جهانند ولی          |  | سببش بندگی حضرت درویشان است           |
| روی مقصود که شاهان به دعا می‌طلبند     |  | مظهرش آینه طلعت درویشان است           |
| از کران تا به کران لشکر ظلم است ولی   |  | از ازل تا به ابد فرصت درویشان است     |
| ای توانگر مفروش این همه نخوت که تو را |  | سر و زر در کنف همت درویشان است        |
| گنج قارون که فرو می‌شود از قهر هنوز    |  | خوانده باشی که هم از غیرت درویشان است |
| من غلام نظر آصف عهدم کو را            |  | صورت خواجگی و سیرت درویشان است        |
| حافظ ار آب حیات ازلی می‌خواهی          |  | منبعش خاک در خلوت درویشان است         |

## تصوف شیعی در ادبیات فارسی
از جمله می‌توان در آثار ذوقی ابوسعید ابوالخیر، خواجه عبدالله انصاری، سنایی، باباطاهر، جامی، شاه نعمت‌الله ولی، جلال‌الدین دوانی، شیخ بهایی، ملاصدرا، ملا محسن فیض کاشانی (متخلص به فیض)، عبدالرزاق لاهیجی (متخلص به فیاض)، میرفندرسکی، ملا احمد نراقی، میر رضی آرتیمانی، عمان سامانی، ملا هادی سبزواری (متخلص به اسرار)، محمدرضا قمشه‌ای (متخلص به صهبا)، محمدحسین غروی اصفهانی (متخلص به مفتقر)، سید محمدحسین طباطبایی، سید روح‌الله خمینی، حسن حسن‌زاده آملی مفاهیم عرفانی را مشاهده کرد.

## تصوف و جمهوری اسلامی
اگر چه ظرف قرون اخیر دشمنی با تصوف در میان روحانیون شیعه کمتر شده و عده‌ای از روحانیون بلندپایه شیعه به عنوان عارف نیز شناخته می‌شده‌اند ولی سوء ظن نسبت به گروه‌های صوفی و حتی گروه‌های صوفی شیعه که خارج از چهارچوب ارتدوکس شیعه امامیه شناخته می‌شوند از بین نرفته‌است. بعد از انقلاب اسلامی و استقرار حکومت جمهوری اسلامی تا مدتی گروه‌های صوفی از قبیل درویشان گنابادی تحمل می‌شدند ولی به خصوص از سال ۱۳۸۷ به بعد گروه‌هایی از این قبیل مورد سرکوب و اذیت و آزار قرار گرفته و اعضای آن‌ها دستگیر و زندانی شده‌اند.